# Zona di frattura Charlie-Gibbs

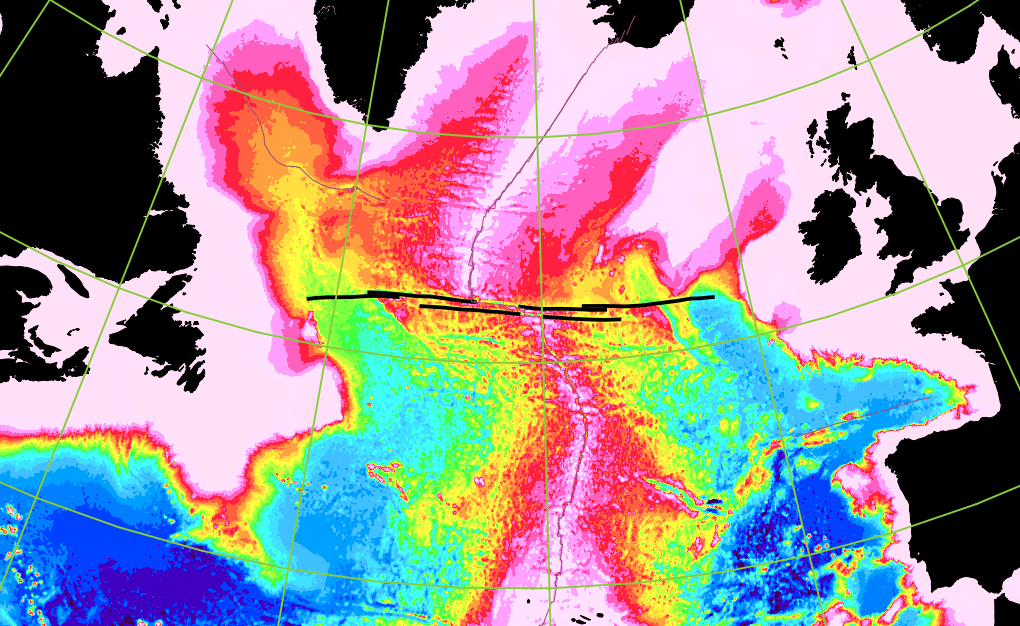
La zona di frattura Charlie-Gibbs nella sua completa estensione.

Rappresentazione schematica della zona di frattura Charlie-Gibbs.

La faglia trasforme Charlie-Gibbs.

La zona di frattura Charlie-Gibbs è un sistema di due zone di fratture parallele. È la più importante delle interruzioni della dorsale medio atlantica tra le Azzorre e l'Islanda e può essere mappata per più di 2.000 km, dal largo della costa nordorientale di Terranova al sud-ovest dell'Irlanda.
Si stima che, per arrivare all'attuale lunghezza, alla zona di frattura siano occorsi 90 milioni di anni.

## Struttura
La faglia trasforme collegata alla zona di frattura meridionale, separa due segmenti della dorsale medio atlantica, proveniente dalla tripla giunzione delle Azzorre, spostando il segmento settentrionale verso ovest di oltre 120 km. Alla longitudine di 31,75°W una valle di rift sismicamente attiva che si estende da sud a nord per circa 40 km connette l'estremità occidentale della faglia trasforme meridionale all'estremità orientale della faglia trasforme settentrionale. Quest'ultima faglia sposta ancora verso ovest la parte settentrionale della dorsale, che si estende poi fino all'Islanda, di 230 km. La dislocazione della dorsale causata dalla presenza delle due faglie ha quindi una lunghezza totale di circa 350 km.
Tutte e due le faglie sopracitate si dilungano verso est e verso ovest come zone di frattura inattive.

## Esplorazione
Nel 1963, sulla base di dati raccolti sull'epicentro di un terremoto, Bruce Heezen e Maurice Ewing ipotizzarono per la prima volta l'esistenza di una faglia trasforme alla latitudine di 53°N. Tale ipotesi era sostenuta anche dalo studio delle correnti oceaniche e della cosiddetta acqua profonda del Nord Atlantico che suggeriva la presenza di un profondo passaggio attraverso la dorsale medio atlantica. L'area fu esplorata nel 1966 dalla USCGC Spar (WLB-403) nel sua viaggio di ritorno dalla missione di mappatura idrografica dell'Artico. La faglia fu chiamata zona di frattura Charlie in onore della stazione meteorologica oceanica della guardia costiera degli Stati Uniti d'America (USCG) situata in prossimità della zona di frattura, alle coordinate 52°45′N 35°30′W. Ulteriori sopralluoghi furono poi condotti nel luglio 1968 dalla nave di ricerca oceanografica statunitense USNS Josiah Willard Gibbs (T-AGOR-1). Fu quindi proposto che la formazione fosse ribattezzata zona di frattura Gibbs, essendo comunemente le zone di frattura rinominate in onore di navi da ricerca. La proposta fu accettata però solo in parte e attualmente il nome ufficiale è zona di frattura Charlie-Gibbs.
È da notare che il doppio nome si riferisce all'intero sistema composto dalle due zone di frattura, per riferirsi alla singola zona si utilizzano i nomi zona di frattura Charlie Gibbs nord e zona di frattura Charlie Gibbs sud.

## Montagne sottomarine
L'area trasforme include due montagne sottomarine:
- Montagna sottomarina Minia, situata alle coordinate 53°01′N 34°58′W, fra l'estremità sud del segmento settentrionale della dorsale medio atlantica e la faglia trasforme settentrionale. La montagna è stata così chiamata in onore della nave Minia, di proprietà della Compagnia Telegrafica Anglo-Americana, in servizio dal 1866 al 1922.(1866-1922)[5] e famosa per aver partecipato al recupero di corpi e resti della tragedia del RMS Titanic.[6]
- Montagna sottomarina Hecate situata alle coordinate 52°17′N 31°00′W, sulla parte settentrionale della faglia trasforme meridionale, a est della valle di rift e cis' chiamata in onore della HMS Hecate (A137).

## Area protetta
L'area marina protetta Charlie-Gibbs è una riserva naturale nella regione della zona di frattura Charlie-Gibbs situata nelle acque internazionali dell'Oceano Atlantico settentrionale.